# Supersypnoides malaisei
Supersypnoides malaisei är en fjärilsart som beskrevs av Emilio Berio 1973. Supersypnoides malaisei ingår i släktet Supersypnoides och familjen nattflyn. Inga underarter finns listade i Catalogue of Life.